# Campeonato Paraibano de Futebol - Terceira Divisão
O Campeonato Paraibano de Futebol - Terceira Divisão é uma competição de futebol equivalente ao terceiro nível na pirâmide do futebol do estado da Paraíba, cuja organização e realização cabe à Federação Paraibana de Futebol (FPF). A Terceirona foi criada com o objetivo de promover descoberta de talentos e a interiorização do futebol no estado e um ambiente competitivo para equipes que não participavam da Primeira, nem da Segunda divisão, além de aumentar o calendário de competições da Federação.
A Terceirona do Paraibano serve como um campeonato de retorno para clubes que, ou foram rebaixados da Segunda Divisão, ou estiveram licenciados das competições da Federação Paraibana, por esse mesmo motivo, é uma competição que mistura jovens clubes e também clubes mais tradicionais do futebol local. Além de definir o campeão estadual da Terceira Divisão, o campeonato também qualifica os dois melhores clubes para participarem da Segunda Divisão do futebol estadual na temporada seguinte, não havendo rebaixamento nesse torneio.
O Spartax João Pessoa foi o primeiro clube a consagrar-se campeão da primeira edição da competição, ocorrida em 2021, depois dele, o Pombal, o Cruzeiro de Itaporanga e o Miramar de Cabedelo também conquistaram títulos nas temporadas seguintes. A Terceirona é um campeonato que mistura jovens clubes e também clubes mais tradicionais do futebol local. Ao longo de suas edições, o formato do campeonato variou um pouco, sempre adaptando-se ao número de equipes participantes os quais disputam um torneio com poucos jogos, em formato misto em sistema de acesso e em busca do acesso à Segunda Divisão.

## História
Oficialmente o futebol chegou no estado da cidade da Paraíba (atual João Pessoa) no ano de 1908, no mesmo ano foi realizado o primeiro torneio entre clubes no estado, ainda que tenha sido não oficial até a edição de 1918 e embora o esporte tenha chegado rapidamente a outras partes do estado nos anos seguintes, inclusive registrando-se a formação dos primeiros clubes, até 1938 somente clubes da capital eram permitidos participar do campeonato. O Decreto-Lei Federal n.° 3.199 de 1941 instituiu a Federação Desportiva Paraibana, que ficou subordinada ao Conselho Nacional de Desportos, sendo posteriormente extinta e substituída pela Federação Paraibana de Futebol, criada no dia 24 de abril de 1947, instituição que passaria a organizar a competição a partir de então e que instituiu a profissionalização do futebol paraibano no ano de 1960, 19 anos após o decreto de modernização do futebol por meio do Decreto-Lei de 1941, contudo, nem todos os clubes se profissionalizaram, fazendo com que aqueles que optaram por não se profissionalizar fossem agrupados em um outro campeonato, que na prática ocorria paralelamente à disputa principal, porém era considerado uma divisão inferior, já que para disputar os torneios oficiais tanto da FPF quanto da CBD era preciso manter um quadro profissional de atletas, nascia dessa forma a Segunda Divisão Amadora, que durou durante toda a década de 1960 e deixou de existir ao final dela, dessa forma, o Campeonato Paraibano passaria a ter novamente uma divisão de acesso apenas em 1991, com a Copa Integração
Buscando levar o futebol a outros locais do estado, com mais clubes dividindo os títulos, a Federação Paraibana de Futebol, que na época tinha Rosilene Gomes como presidente, idealizou e organizou em 1990 a Copa Integração, um torneio que contava com a presença de equipes amadoras e profissionais e que teve disputadas duas edições, em 1990 e 1991, sendo que sua segunda edição havia a possibilidade de acesso do Campeonato Paraibano e no ano de 1992 passou a ser denominada de Campeonato Paraibano de Futebol da Segunda Divisão. A Segunda Divisão estadual cresceu em prestígio e número de clubes, até consolidar-se com dez clubes a cada ano e abrindo espaço para que a Federação Paraibana de Futebol planejasse uma nova divisão, no intuito de acomodar o crescente número de equipes filiadas, uma vez que as imposições de calendário pela Confederação Brasileira de Futebol (CBF) para a realização dos torneios estaduais impuseram limites de clubes e jogos na Primeira e Segunda Divisões, além do mais, imaginou-se a Terceira Divisão como um laboratório para atletas, técnicos, auxiliares, preparadores, massagistas e principalmente dirigentes que buscam o crescimento dentro do futebol, bem como seguiu-se o modelo adotado em outras federações, que criaram ou retornaram com a terceira divisão.
| Temporada | Vencedor               |
| --------- | ---------------------- |
| 2021      | Spartax JP             |
| 2022      | Pombal                 |
| 2023      | Cruzeiro de Itaporanga |
| 2024      | Miramar                |

Os planos da Federação Paraibana de Futebol de realizar a primeira edição da Terceirona em 2020 não se concretizaram devido à pandemia de Covid-19, fazendo com que a primeira edição ocorresse apenas no ano seguinte e contando com a presença de apenas três clubes. A primeira edição teve o formato escolhido tanto pela Federação Paraibana de Futebol e pelos clubes participantes, no qual as três equipes se enfrentaram em jogos apenas de ida, no qual o Spartax de João Pessoa, ganhou as duas partidas e sagrou-se campeão, com o Paraíba de Itaporanga conquistando o vice-campeonato.
Na edição de 2022 o número de clubes aumentou para quatro, permanecendo no sistema de todos contra todos e apenas partidas de ida, nesse ambiente, o Esporte de Patos e o Internacional de Santa Rita, rebaixadas da Segunda Divisão de 2021, juntaram-se ao Miramar de Cabedelo e o Pombal, que apesar de estar retornando às competições estaduais, conseguiu o título daquele ano, tendo o Esporte de Patos como vice-campeão, e ambos subindo para a Segunda Divisão de 2022. Em 2023 o número de clubes na disputa permaneceu quatro, continuando no sistema de todos contra todos e apenas partidas de ida, mas com a novidade da realização de um jogo extra para definir o campeão, que saiu do confronto entre Cruzeiro de Itaporanga e Santa Rita, da cidade homônima, no qual o clube sertanejo levou a melhor após o empate no tempo normal por 1–1 e vitória nas penalidades por 4–2, em 2024, novamente com quatro clubes no torneio, o campeão foi conhecido novamente após a cobrança dos pênaltis, com o Miramar de Cabedelo superando o Serrano por 4–3, no Estádio Inácio José Feitosa, em Monteiro, após empate por 1–1 no tempo regulamentar.

## Formato
|  | Fase de grupos | Fase de grupos | Fase de grupos |  |  | Final        | Final | Final |
|  |                |                |                |  |  |              |       |       |
|  |                |                |                |  |  |              |       |       |
|  |                |                |                |  |  | 1 º colocado |       |       |
|  |                |                |                |  |  | 2 º colocado |       |       |
|  |                |                |                |  |  |              |       |       |
|  |                |                |                |  |  |              |       |       |
|  |                |                |                |  |  |              |       |       |
|  |                |                |                |  |  |              |       |       |

Trata-se de um campeonato curto, adaptando-se ao baixo número de equipes participantes e as limitações financeiras das equipes, as quais disputam o torneio com poucos jogos, em formato misto em sistema de acesso e em busca do acesso à Segunda Divisão mas sem rebaixamento. Na primeira edição o formato foi escolhido em conjunto pelos clubes e FPF, no qual as três equipes se enfrentaram em grupo único em jogos apenas de ida, já na edição de 2022 com um participante a mais, permaneceu o sistema de todos contra todos e apenas partidas de ida, semelhante à edição de 2023, contudo, esta edição teve uma segunda fase, onde em um único jogo o 1.º e o 2.º colocados enfrentavam-se na decisão do título, sendo que ambos já estavam garantidos na Segunda Divisão do ano seguinte.

## Estádios
Apesar de ser um torneio curto, a Terceirona tem enfrentado dificuldades em encontrar estádios para a realização dos jogos na Paraíba, muitas vezes jogando boa parte do certame em um único estádio ou até mesmo levando algumas partidas para fora do estado, amparados pelo Artigo 21 do regulamento do campeonato que prevê que caso ocorra alguma impossibilidade em se realizar jogos no estádio originalmente designado a partida poderá ser transferida para outro estádio distante até 420 quilômetros do local de partida original, inclusive em outro estado, como foi o caso da temporada de 2022 que teve metade dos seus jogos realizados no Rio Grande do Norte. Ao longo das três edições já realizadas, os seguintes estádios já foram utilizados:
- João Pessoa – Estádio José Américo de Almeida Filho, dois jogos na temporada 2021;[21]
- Itaporanga – Estádio Zezão, um jogo na temporada 2021[21] e três em 2023;[18][22]
- Cruz do Espírito Santo – Estádio Carneirão, três jogos na temporada 2022[20] e três em 2023;[22]
- Serra Negra do Norte-RN – Estádio Azougão, três jogos na temporada 2022;[20]
- Campina Grande – Estádio Governador Ernani Sátyro, um jogo na temporada 2023.[22]

## Goleadas
Sete das 23 partidas já realizadas pelo torneio terminaram com o placar de 3 ou mais gols de diferença para o clube vencedor, metade dessas goleadas cabem ao Internacional, incluindo a maior goleada já observada no torneio. A lista abaixo apresenta as goleadas mais expressivas já ocorridas na história do Campeonato Paraibano da Terceira Divisão.
| 25 de novembro de 2023 | 19:00 | Internacional-PB | 7–1 | Serrano-PB | Carneirão, Cruz do Espírito Santo |

| 17 de novembro de 2022 | 15:15 | Paraíba | 5–0 | Santos-PB | Zezão, Itaporanga |

| 19 de novembro de 2021 | 15:00 | Santos-PB | 1–4 | Spartax | Almeidão, João Pessoa |

| 20 de novembro de 2022 | 15:00 | Internacional-PB | 4–1 | Miramar | Carneirão, Cruz do Espírito Santo |

| 13 de novembro de 2022 | 19:00 | Pombal | 3–0 | Miramar | Azougão, Serra Negra do Norte-RN |

| 3 de dezembro de 2023 | 15:00 | Internacional-PB | 3–0 | Femar | Carneirão, Cruz do Espírito Santo |

| 7 de dezembro de 2024 | 20:00 | Serrano-PB | 3–0 | Miramar | Feitosão, Monteiro |

## Artilheiros
O registro de artilharia acontece desde 2021, anotando-se a Gabriel a maior quantidade de gols marcados de uma única edição do campeonato, quando balançou as redes adversárias por 5 vezes em 2024, atuando pelo Serrano, superando o atleta Mano Walter do Internacional-PB que havia marcado 4 gols em 2022 e Gliniedson, que balançou a rede dos adversários em 3 ocasiões na temporada de 2023.
| Artilheiros (2021–) | Artilheiros (2021–)                       | Artilheiros (2021–) |
| Gols                | Atleta(s) (clube)                         | Temporada           |
| ------------------- | ----------------------------------------- | ------------------- |
| 2                   | Hugo Almeida (Spartax); Reydson (Paraíba) | 2021                |
| 4                   | Mano Walter (Internacional)               | 2022                |
| 3                   | Gliniedson (Santa Rita)                   | 2023                |
| 5                   | Gabriel (Serrano)                         | 2024                |

## Títulos
| Clube           | Título(s) | Temporadas (títulos) | Vice(s) | Temporadas (vices) |
| --------------- | --------- | -------------------- | ------- | ------------------ |
| Spartax         | 1         | 2021                 | 0       |                    |
| Pombal          | 1         | 2022                 | 0       |                    |
| Cruzeiro-PB     | 1         | 2023                 | 0       |                    |
| Miramar         | 1         | 2024                 | 0       |                    |
| Serra Branca    | 0         |                      | 1       | 2021               |
| Esporte-PB      | 0         |                      | 1       | 2022               |
| Santa Rita-PB   | 0         |                      | 1       | 2023               |
| Socremo Serrano | 0         |                      | 1       | 2024               |

### Ranking histórico
Somando-se os pontos conquistados nas quatro edições já realizadas, a pontuação histórica total do campeonato é a seguinte:
| Pos | Equipe           | Pts | J | V | E | D | GP | GC | SG |
| --- | ---------------- | --- | - | - | - | - | -- | -- | -- |
| 1   | Cruzeiro-PB      | 10  | 4 | 3 | 1 | 0 | 7  | 3  | +4 |
| 2   | Serrano-PB       | 10  | 7 | 3 | 1 | 3 | 10 | 14 | −4 |
| 3   | Miramar          | 8   | 7 | 2 | 2 | 3 | 7  | 12 | −5 |
| 4   | Santa Rita-PB    | 7   | 4 | 2 | 1 | 1 | 12 | 4  | +8 |
| 5   | Spartax          | 6   | 2 | 2 | 0 | 0 | 6  | 1  | +5 |
| 6   | Pombal           | 6   | 3 | 2 | 0 | 1 | 4  | 1  | +3 |
| 7   | Esporte-PB       | 4   | 3 | 1 | 1 | 1 | 2  | 2  | 0  |
| 8   | Serra Branca     | 3   | 2 | 1 | 0 | 1 | 5  | 2  | +3 |
| 9   | Sabugy           | 3   | 3 | 1 | 0 | 2 | 5  | 5  | 0  |
| 10  | Femar            | 3   | 6 | 1 | 0 | 5 | 3  | 12 | −9 |
| 11  | Internacional-PB | 0   | 3 | 2 | 0 | 1 | 6  | 3  | +3 |
| 12  | Santos-PB        | 0   | 2 | 0 | 0 | 2 | 1  | 9  | −8 |

1. ↑  O Internacional foi punido por escalar irregularmente um jogador na edição de 2022, levando à perda de seis pontos (os três conquistados naquele jogo) mais três, o valor máximo de um jogo.[25]